# Плавання на літніх Олімпійських іграх 1976
Змагання з плавання на літніх Олімпійських іграх 1976 відбулися в Олімпійському басейні в Монреалі (Канада). Розіграно 26 комплектів нагород. Змагався 471 спортсмен і спортсменка з 51 країни.

## Країни-учасниці
Змагався 471 спортсмен і спортсменка з 51 країни.
- Аргентина  (5)
- Австралія  (28)
- Австрія  (1)
- Багамські Острови  (2)
- Бельгія  (10)
- Бразилія  (9)
- Болгарія  (5)
- Канада  (38)
- Колумбія  (5)
- Коста-Рика  (1)
- Чехословаччина  (1)
- Данія  (2)
- НДР  (23)
- Еквадор  (1)
- Фінляндія  (1)
- Франція  (16)
- Велика Британія  (39)
- Греція  (2)
- Гонконг  (4)
- Угорщина  (8)
- Ісландія  (3)
- Індонезія  (1)
- Ірландія  (4)
- Ізраїль  (2)
- Італія  (13)
- Японія  (15)
- Малайзія  (1)
- Мексика  (9)
- Монако  (1)
- Нідерланди  (15)
- Нова Зеландія  (9)
- Нікарагуа  (2)
- Норвегія  (7)
- Панама  (3)
- Парагвай  (1)
- Філіппіни  (3)
- Польща  (3)
- Португалія  (5)
- Пуерто-Рико  (12)
- СРСР  (31)
- Іспанія  (14)
- Швеція  (18)
- Швейцарія  (2)
- Таїланд  (2)
- Туніс  (2)
- США  (51)
- Американські Віргінські Острови  (2)
- Уругвай  (1)
- Венесуела  (12)
- ФРН  (22)
- Югославія  (4)

## Таблиця медалей
| Місце               | Країна                | Золото | Срібло | Бронза | Загалом |
| ------------------- | --------------------- | ------ | ------ | ------ | ------- |
| 1                   | США (USA)             | 13     | 14     | 7      | 34      |
| 2                   | НДР (GDR)             | 11     | 6      | 2      | 19      |
| 3                   | СРСР (URS)            | 1      | 3      | 5      | 9       |
| 4                   | Велика Британія (GBR) | 1      | 1      | 1      | 3       |
| 5                   | Канада (CAN)          | 0      | 2      | 6      | 8       |
| 6                   | Нідерланди (NED)      | 0      | 0      | 2      | 2       |
| 6                   | ФРН (FRG)             | 0      | 0      | 2      | 2       |
| 8                   | Австралія (AUS)       | 0      | 0      | 1      | 1       |
| Загалом (8 збірних) | Загалом (8 збірних)   | 26     | 26     | 26     | 78      |

## Медальний залік

### Чоловіки
| Дисципліни                      | Золото                                                         | Золото        | Срібло                                                                      | Срібло   | Бронза                                                                     | Бронза   |
| ------------------------------- | -------------------------------------------------------------- | ------------- | --------------------------------------------------------------------------- | -------- | -------------------------------------------------------------------------- | -------- |
| 100 м вільним стилем            | Джим Монтґомері · США                                          | 49.99 (WR)    | Джек Бабашофф · США                                                         | 50.81    | Петер Ноке · Західна Німеччина                                             | 51.31    |
| 200 м вільним стилем            | Брюс Фернісс · США                                             | 1:50.29 (WR)  | Джон Нейбер · США                                                           | 1:50.50  | Джим Монтґомері · США                                                      | 1:50.58  |
| 400 м вільним стилем            | Браян Ґуделл · США                                             | 3:51.93 (WR)  | Тім Шоу · США                                                               | 3:52.54  | Володимир Раскатов · СРСР                                                  | 3:55.76  |
| 1500 м вільним стилем           | Браян Ґуделл · США                                             | 15:02.40 (WR) | Боббі Гаккетт · США                                                         | 15:03.91 | Стівен Голланд · Австралія                                                 | 15:04.66 |
| 100 м на спині                  | Джон Нейбер · США                                              | 55.49 (WR)    | Пітер Рокка · США                                                           | 56.34    | Роланд Маттес · НДР                                                        | 57.22    |
| 200 м на спині                  | Джон Нейбер · США                                              | 1:59.19 (WR)  | Пітер Рокка · США                                                           | 2:00.55  | Ден Гарріґен · США                                                         | 2:01.35  |
| 100 м брасом                    | Джон Генкен · США                                              | 1:03.11 (WR)  | Девід Вілкі · Велика Британія                                               | 1:03.43  | Арвідас Юозайтіс · СРСР                                                    | 1:04.23  |
| 200 м брасом                    | Девід Вілкі · Велика Британія                                  | 2:15.11 (WR)  | Джон Генкен · США                                                           | 2:17.26  | Рік Колелла · США                                                          | 2:19.20  |
| 100 м батерфляєм                | Метт Воґел · США                                               | 54.35         | Джо Баттом · США                                                            | 54.50    | Ґері Голл-старший · США                                                    | 54.65    |
| 200 м батерфляєм                | Майк Брунер · США                                              | 1:59.23 (WR)  | Стів Ґреґґ · США                                                            | 1:59.54  | Білл Форрестер · США                                                       | 1:59.96  |
| 400 м комплексом                | Род Стрекен · США                                              | 4:23.68 (WR)  | Тім Маккі · США                                                             | 4:24.62  | Андрій Смірнов · СРСР                                                      | 4:26.90  |
| Естафета 4×200 м вільним стилем | США (USA) Джон Нейбер Майк Брунер Брюс Фернісс Джим Монтґомері | 7:23.22 (WR)  | СРСР (URS) Володимир Раскатов Андрій Богданов Сергій Копляков Андрій Крилов | 7:27.97  | Велика Британія (GBR) Алан Макклетчі Браян Брінклі Гордон Дауні Девід Данн | 7:32.11  |
| Естафета 4×100 м комплексом     | США (USA) Джон Нейбер Джон Генкен Метт Воґел Джим Монтґомері   | 3:42.22 (WR)  | Канада (CAN) Стівен Пікелл Ґрем Сміт Клей Еванс Ґері Макдоналд              | 3:45.94  | ФРН (FRG) Клаус Штайнбах Міхаель Краус Вальтер Куш Петер Ноке              | 3:47.29  |

### Жінки
| Дисципліни                      | Золото                                                               | Золото        | Срібло                                                              | Срібло  | Бронза                                                          | Бронза  |
| ------------------------------- | -------------------------------------------------------------------- | ------------- | ------------------------------------------------------------------- | ------- | --------------------------------------------------------------- | ------- |
| 100 м вільним стилем            | Корнелія Ендер · НДР                                                 | 55.65 (WR)    | Петра Прімер · НДР                                                  | 56.49   | Еніт Бріґіта · Нідерланди                                       | 56.65   |
| 200 м вільним стилем            | Корнелія Ендер · НДР                                                 | 1:59.26 (WR)  | Ширлі Бабашофф · США                                                | 2:01.22 | Еніт Бріґіта · Нідерланди                                       | 2:01.40 |
| 400 м вільним стилем            | Петра Тюмер · НДР                                                    | 4:09.89 (WR)  | Ширлі Бабашофф · США                                                | 4:10.46 | Шеннон Сміт · Канада                                            | 4:14.60 |
| 800 м вільним стилем            | Петра Тюмер · НДР                                                    | 8:37.14 (WR)  | Ширлі Бабашофф · США                                                | 8:37.59 | Венді Вайнберґ · США                                            | 8:42.60 |
| 100 м на спині                  | Ульріке Ріхтер · НДР                                                 | 1:01.83 (OR)  | Бірґіт Трайбер · НДР                                                | 1:03.41 | Ненсі Ґарапік · Канада                                          | 1:03.71 |
| 200 м на спині                  | Ульріке Ріхтер · НДР                                                 | 2:13.43 (OR)  | Бірґіт Трайбер · НДР                                                | 2:14.97 | Ненсі Ґарапік · Канада                                          | 2:15.60 |
| 100 м брасом                    | Ганнелоре Анке · НДР                                                 | 1:11.16       | Любов Русанова · СРСР                                               | 1:13.04 | Марина Кошевая · СРСР                                           | 1:13.30 |
| 200 м брасом                    | Марина Кошевая · СРСР                                                | 2:33.35 (WR)  | Марина Юрченя · СРСР                                                | 2:36.08 | Любов Русанова · СРСР                                           | 2:36.22 |
| 100 м батерфляєм                | Корнелія Ендер · НДР                                                 | 1:00.13 (=WR) | Андрея Поллак · НДР                                                 | 1:00.98 | Венді Боґліолі · США                                            | 1:01.17 |
| 200 м батерфляєм                | Андрея Поллак · НДР                                                  | 2:11.41 (OR)  | Ульріке Таубер · НДР                                                | 2:12.50 | Роземаріе Ґабріель · НДР                                        | 2:12.86 |
| 400 м комплексом                | Ульріке Таубер · НДР                                                 | 4:42.77 (WR)  | Шеріл Ґібсон · Канада                                               | 4:48.10 | Бекі Сміт · Канада                                              | 4:50.48 |
| Естафета 4×100 м вільним стилем | США (USA) Кім Пейтон Джилл Стеркел Ширлі Бабашофф Венді Боґліолі     | 3:44.82 (WR)  | НДР (GDR) Петра Прімер Корнелія Ендер Клаудія Гемпель Андрея Поллак | 3:45.50 | Канада (CAN) Бекі Сміт Ґейл Амандруд Барбара Кларк Анн Жарден   | 3:48.81 |
| Естафета 4×100 м комплексом     | НДР (GDR) Ульріке Ріхтер Ганнелоре Анке Корнелія Ендер Андрея Поллак | 4:07.95 (WR)  | США (USA) Камілл Райт Ширлі Бабашофф Лінда Джезек Лорі Сірінґ       | 4:14.55 | Канада (CAN) Сьюзен Слоун Робін Корсіґлія Венді Гоґґ Анн Жарден | 4:15.22 |

## Галерея медалістів
Деякі олімпійські медалісти Монреаля:

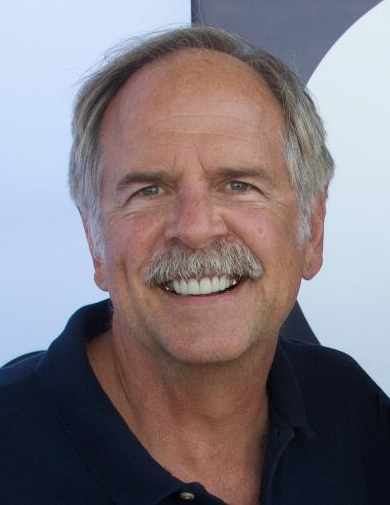
Джон Нейбер, переможець на дистанціях 100 метрів на спині, 200 м на спині, а також в естафетах 4×200-м вільним стилем і 4×100 м комплексом.
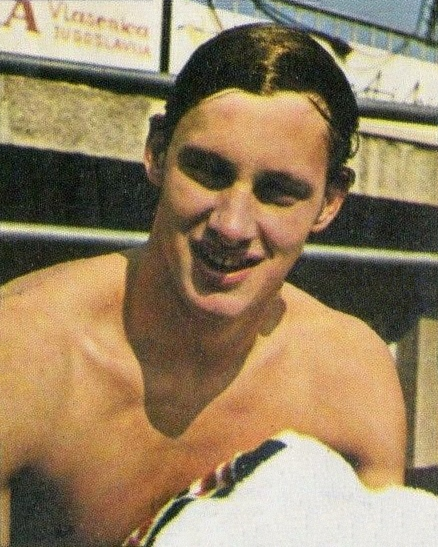
Джим Монтґомері, переможець на дистанції 100 м вільним стилем, а також в естафетах 4×200 м вільним стилем і 4×100 м комплексом.
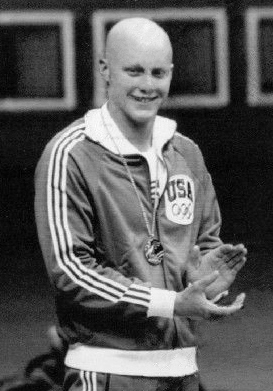
Майк Брунер переможець на дистанції 200 м батерфляєм і в естафеті 4×200 м вільним стилем.
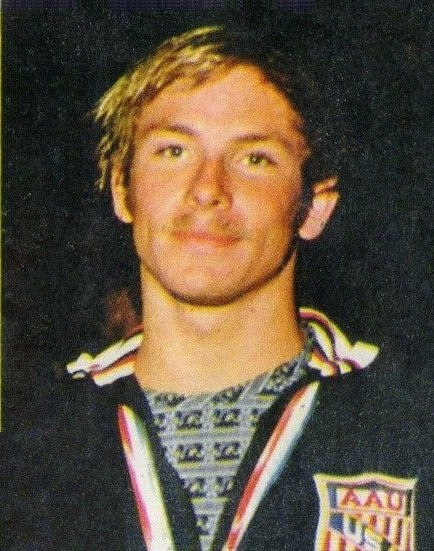
Джон Генкен, переможець на дистанції 100 м брасом і в естафеті 4×100 м комплексом.
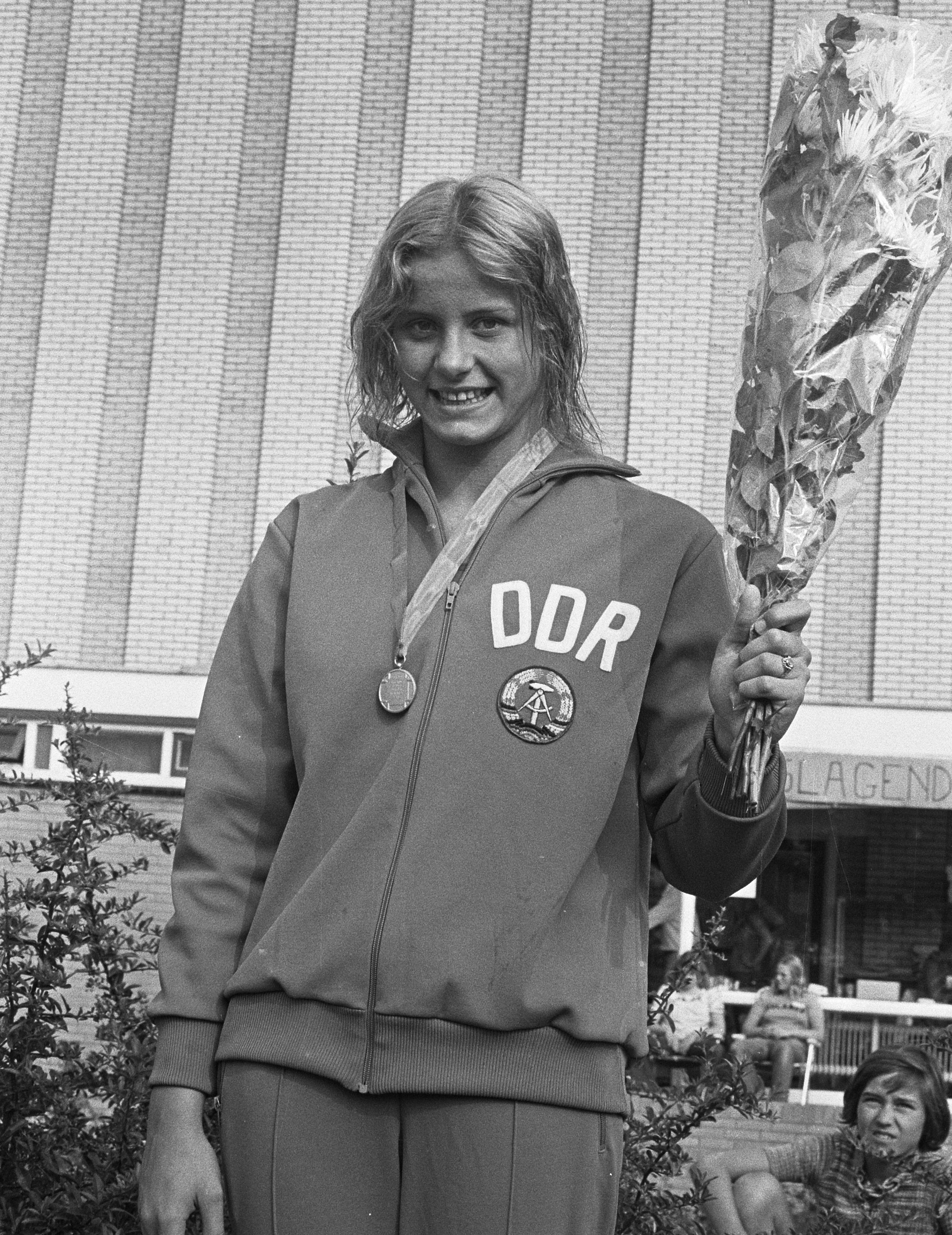
Корнелія Ендер, переможниця на дистанціях 100 м вільним стилем, 200 м вільним стилем, 100 м батерфляєм, а ще в естафеті 4×100 м комплексом.
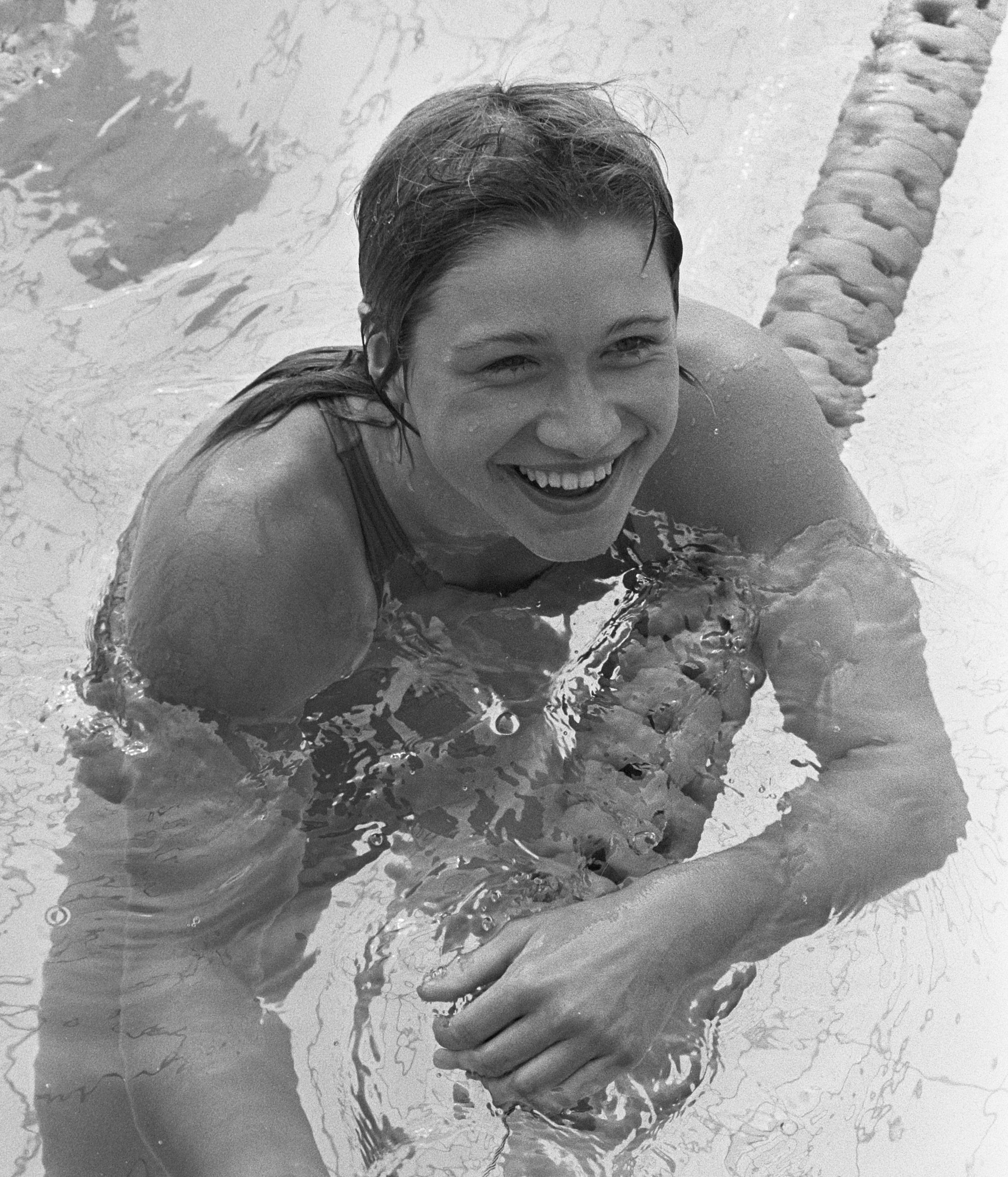
Ульріке Ріхтер, переможниця на дистанціях 100 м на спині, 200 м на спині, як теж в естафеті 4×100 м комплексом.
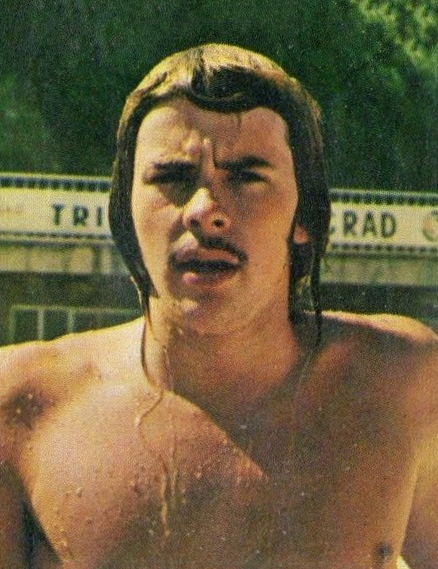
Девід Вілкі, переможець на дистанції 200 м брасом.
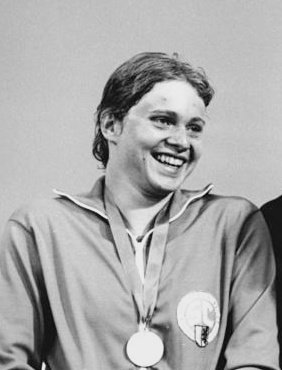
Петра Тюмер, переможниця на дистанціях 400 м вільним стилем і 800 м вільним стилем.